# WPS Charków
WPS Charków (ukr. Футбольний клуб «ВПС» Харків, Futbolnyj Kłub "WPS" Charkiw) – ukraiński klub piłkarski z siedzibą w Charkowie.

## Historia
- 19??—19??: WPS Charków (ukr. «ВПС» Харків)

Piłkarska drużyna WPS Charków została założona w mieście Charków w XX wieku i reprezentowała Charkowski Instytut Wojennych Sił Powietrznych (ukr. Харківський інститут Військово-Повітряних Сил, Charkiwśkyj Instytut Wijśkowo-Powitrianych Sił). Zespół występował w rozgrywkach mistrzostw i Pucharu obwodu charkowskiego. W 1949 startował w Pucharze Ukraińskiej SRR, gdzie w finale pokonał klub Wodnyk Odessa (5:1). Potem klub występował w rozgrywkach mistrzostw i Pucharu obwodu, dopóki nie został rozwiązany.

## Sukcesy
- Puchar Ukraińskiej SRR spośród zespołów amatorskich:

zdobywca: 1949